# Xylopia rubescens
Xylopia rubescens este o specie de plante angiosperme din genul Xylopia, familia Annonaceae, descrisă de Daniel Oliver. Conține o singură subspecie: X. r. klaineana.